# Cheikh Said
Cheikh Said (también Sheik-Said, Shaykh Sa'id) es una península y un puerto de Yemen ubicada en el suroeste del país, frente a la isla de Perim, en el estrecho de Bab-el-Mandeb. Toma el nombre del jeque Said, cuya tumba está en la parte norte del promontorio. Los eruditos lo identifican con la clásica Ocelos o Acila que mencionan Plinio y Ptolomeo en el «Periplo del mar de Eritrea».

## Historia

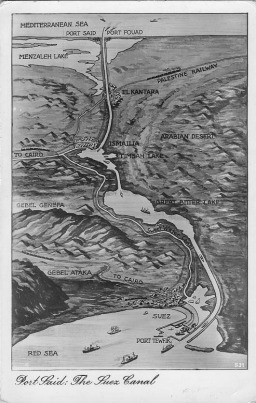
Canal de Suez.

El pequeño territorio de Cheikh Said limitaba al sur con el protectorado británico de Adén, al oeste con el estrecho de Bab-el-Mandeb, y al norte y este con el estado de Yemen. Su superficie era de 1.650 km².
Cheikh Said dependía del sultanado de Bab-el-Mandeb. Fue cedido a Francia durante el reinado de Luis XV por el tratado firmado por Mahé de la Bourdonnais y el jeque del sultanado. Pero en el año 1743 Francia abandonó este territorio.
En 1798, durante la expedición a Egipto de Napoleón Bonaparte, los jeques de “Akémis-ed-Dourcin” (Ali Al Tabat) enviaron una embajada con el objetivo de convencer a Francia para que reocupara el sultanado, pero los acontecimientos políticos de la época impidieron entonces su ocupación. 
En 1860 los turcos otomanos, que habían sometido Arabia y emprendido la conquista de Yemen, intentaron ocupar Bab-el-Mandeb, pero fueron derrotados por el sultán de Cheikh Said, quien el 14 de octubre de 1868 vendió el territorio a una compañía francesa de Marsella (Rabaud, Bazin & Cia) que quería usarla como base para exportar café. El precio de compra fue de 80 000 táleros. En 1869, el jeque anuló el acuerdo ya que solo había recibido 18 000 táleros. Bazin et Rabaud y algunos aliados en la prensa francesa intentaron presionar al gobierno francés para que intervenga, sin éxito. Pero en 1870 la compañía marsellesa cedió aquel territorio, que se transformó en colonia francesa por el tratado firmado en Constantinopla por el embajador francés M. Bourée. De esta manera el territorio fue ocupado oficialmente, y en 1871 Francia estableció allí un depósito de carbón.
En 1920, se describió a Cheikh Said como "un buen lugar de aterrizaje, con una importante estación de telégrafo". Aunque en 1970, el Petit Larousse lo describió como una "colonia francesa de 1868 a 1936", Francia nunca reclamó jurisdicción formal ni soberanía sobre ella.
En los días previos a la Primera Guerra Mundial, el Imperio otomano mantuvo allí un pequeño fuerte que custodiaba la entrada al mar Rojo. Cuando Gran Bretaña entró en guerra con el Imperio otomano en 1914, un grupo de asalto fue desembarcado del crucero blindado HMS Duke de Edimburgo, que capturó el fuerte y lo hizo estallar.

## Economía

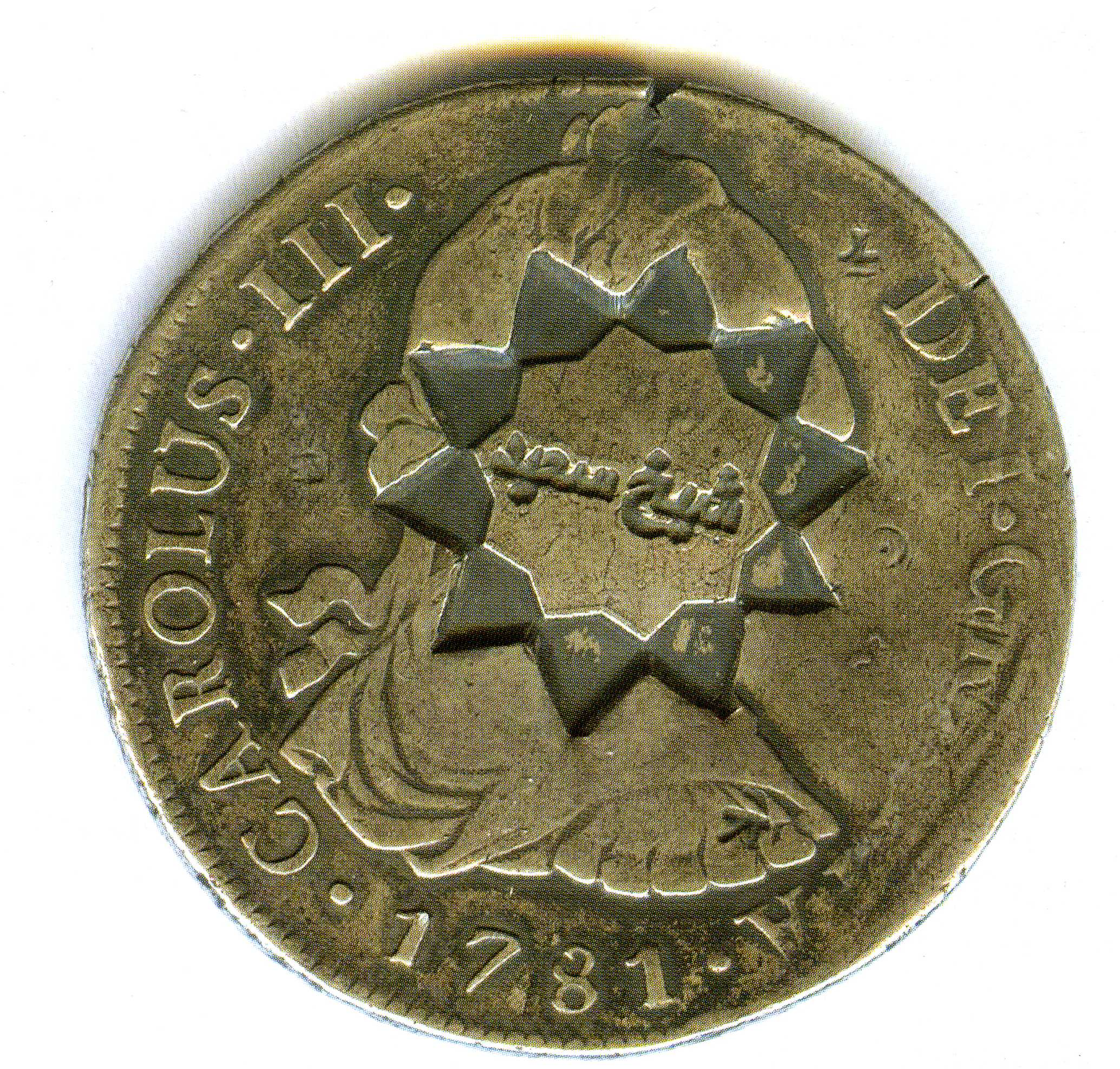
Moneda de 8 reales de Carlos III empleada en Cheick Said que lleva estrella de diez puntas e inscripción en árabe.

La economía de Cheikh Said disfrutó de un gran impulso gracias a la construcción del Canal de Suez, que fue inaugurado el 17 de noviembre de 1869 por la emperatriz Eugenia de Montijo, esposa de Napoleón III. A consecuencia de este gran crecimiento se permitió la circulación de monedas extranjeras, ya que la precaria economía de este pequeño territorio carecía de piezas de oro y plata que pudieran afrontar esta gran expansión comercial. Para permitir la circulación de dichas piezas, se estampó un resello con inscripción en árabe que fue utilizado por los franceses entre 1872-75 sobre monedas de 5 francos, talers de María Teresa I de Austria, 8 reales españoles y 960 reis brasileños. Este resello fue utilizado hasta el año 1915.